# Carex careyana
Espèce
Classification phylogénétique
Carex careyana est une espèce de plantes du genre Carex et de la famille des Cyperaceae.